# Си Тауерс
Си Тауерс (Sea Towers, з англ. Морські вежі) – два житлові, офісні та сервісні хмарочоси, розташовані в центрі польського міста Гдиня, збудовані у 2006–2009 роках. Побудовані на спільній основі. Загальна висота вищої вежі 141,6 м, а нижчої – 91 м. Були спроєктовані віденською архітектурною майстернею Анджея Капушика, а інвестором виступила компанія Invest Komfort SA. У списку найвищих будівель Польщі вища вежа знаходиться на 12-му місці. На момент завершення будівництва це була найвища житлова будівля в Польщі.

## Будівництво
10 травня 2006 року відбулася церемонія закладання наріжного каменю. Спочатку планувалося зробити фасади світлим, але під час будівництва було прийнято рішення облицювати їх темним гранітом. На будівництво потрібно було 42,4 тис. м3 бетону та 4,3 тис. тонн сталі. Маса веж становить 140 тис. тонн. Причиною тривалих земляних робіт була невелика відстань від води. Ця місцевість потребувала зміцнення та ущільнення ґрунту, оскільки до 1930 року море досягало місця будівництва. Будівництво було завершено 28 лютого 2009 року, а офіційне відкриття відбулося 14 серпня 2009 року, хоча перші квартири були введені в експлуатацію ще в грудні 2008 року.

## Опис комплексу
Си Тауерс (Морські вежі) – це житловий, службовий та офісний комплекс, що складається з двох веж: нижча має 29 поверхів, а вища – 38 поверхів. Згідно з початковими планами, нижча вежа мала бути заввишки 91 м, вища — 116 м, а разом з антенною щоглою мала досягти висоти 138 м. Після встановлення щогли 17 вересня 2008 року загальна висота будівлі досягла 141,6 м, включаючи довжину щогли 16,2 м, тобто вища вежа має висоту 125,4 м до даху. Нижні поверхи призначені для технічних приміщень та гаражів, наступні – для обслуговування, офісних та комерційних приміщень, а вище розташована житлова зона з апартаментами різної площі.
Зв'язок між поверхами забезпечують сім тихих швидкісних ліфтів, які спускаються на рівень гаража. Кожній квартирі також надається одне індивідуальне паркувальне місце у підземному гаражі. На верхньому поверсі вищої вежі є оглядовий майданчик (всупереч початковим намірам, він недоступний для громадськості, а лише для мешканців та їхніх гостей), з якого можна побачити, серед іншого, Гданську затоку, півострів Гель та значну частину Триміста.
Будівля розташована в самому центрі Гдині, в т. зв. Приморській міській престижній зоні на території колишньої компанії Dalmor, поруч із площею Костюшка, за 12 м від берегової лінії - набережної Президента. Вежі розташовані поруч із пляжем та пристанню для яхт. Обладнані цілодобовим консьєржем, інтегрованими системами сигналізації, моніторингу та відеодомофонами в кожній квартирі. Будівлі вміщують приблизно 250 квартир.
До будівництва Си Тауерс найвищою оглядовою точкою в районі середмістя Гдині був морений пагорб та один з районів – Камєнна Гура.
Апартаменти в житловому комплексі є одними з найдорожчих у Тримісті. Найдорожчий пентхаус в рамках інвестицій, площею 381 м², був проданий у 2021 році за 16 млн злотих.